# Витовтов, Павел Александрович
Павел Александрович Витовтов (10 августа 1797 — 3 марта 1876, Санкт-Петербург) — русский инженер-генерал, генерал-адъютант, командир 4-го армейского корпуса.

## Биография

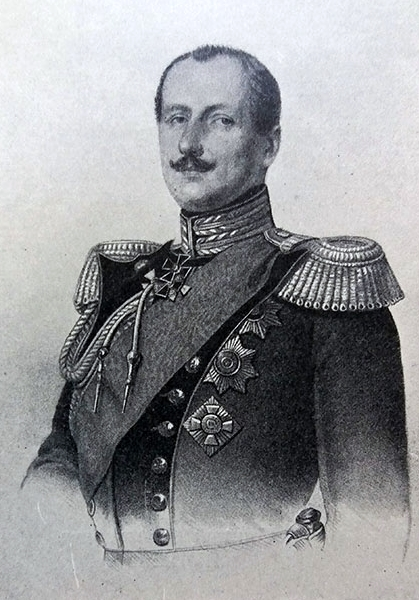
Генерал-адъютант П. А. Витовтов

Происходил из старинного дворянского рода Костромской губернии, известного с XVI века. Сын статс-секретаря при императоре Александре I тайного советника Александра Александровича Витовтова. Родился в Петербурге, крещен 28 августа 1797 года в церкви Св. Живоначальной Троицы Елецкого мушкетерского полка, крестник императора Павла I.
После рождения сразу же был зачислен в Елецкий мушкетёрский полк. В 1809 году по Высочайшему повелению был исключён из полка как малолетний и зачислен в 1-й кадетский корпус для получения образования. 22 декабря 1816 года выпущен в подпрапорщиком во 2-й саперный батальон. 31 января 1818 года переведён прапорщиком в лейб-гвардии Сапёрный батальон. 6 марта 1819 года произведён в подпоручики, 22 декабря 1819 года — в поручики, 14 октября 1823 года — в штабс-капитаны и 6 сентября 1824 года — в капитаны.
В декабре 1825 года Витовтов находился среди войск, поддержавших императора Николая I и 6 декабря следующего года получил чин полковника. С 26 сентября 1828 года он временно командовал 7-м пионерным батальоном и принимал участие в кампании против турок на Дунае. За отличие при осаде Варны награждён орденом св. Анны 2-й степени.
7 апреля 1835 года произведён в генерал-майоры с назначением командиром 2-й сапёрной бригады, в 15 марта следующего года возглавил лейб-гвардии Сапёрный батальон. С 7 апреля 1843 года являлся начальником Инженерного отделения Гвардейского корпуса, 6 декабря 1844 года произведён в генерал-лейтенанты, 26 апреля 1846 года назначен исправляющим должность начальника штаба главнокомандующего Гвардейским и Гренадерским корпусами и 6 декабря был утверждён в этой должности.
В 1849 году Витовтов находился среди войск, участвовавших в походе в Венгрию и по возвращении в Санкт-Петербург 19 сентября получил звание генерал-адъютанта. После воцарения императора Александра II Витовтов был назначен состоять при Его Величестве.
26 августа 1856 года Витовтов получил чин инженер-генерала и в 1857 году назначен командиром 4-го армейского корпуса. В 1859 году он был уволен от должности корпусного начальника с оставлением в звании генерал-адъютанта и зачислением по Инженерному корпусу.
Умер в Санкт-Петербурге 23 марта 1876 года, похоронен на кладбище Воскресенского Новодевичьего монастыря.

## Награды
Среди прочих наград Витовтов имел ордена:
- Орден Святой Анны 2-й степени (1828 год, императорская корона к этому ордену пожалована в 1830 году)
- Орден Святого Владимира 3-й степени (1831 год)
- Орден Святого Станислава 1-й степени (1839 год)
- Орден Святой Анны 1-й степени с мечами (1843 год)
- Орден Святого Георгия 4-й степени (4 декабря 1843 года, за беспорочную выслугу 25 лет в офицерских чинах, № 6911 по кавалерскому списку Григоровича — Степанова)
- Орден Святого Владимира 2-й степени (1847 год)
- Орден Белого орла (1848 год)
- Орден Святого Александра Невского (6 декабря 1853 года, алмазные знаки к этому ордену пожалованы 8 сентября 1859 года)

## Семья

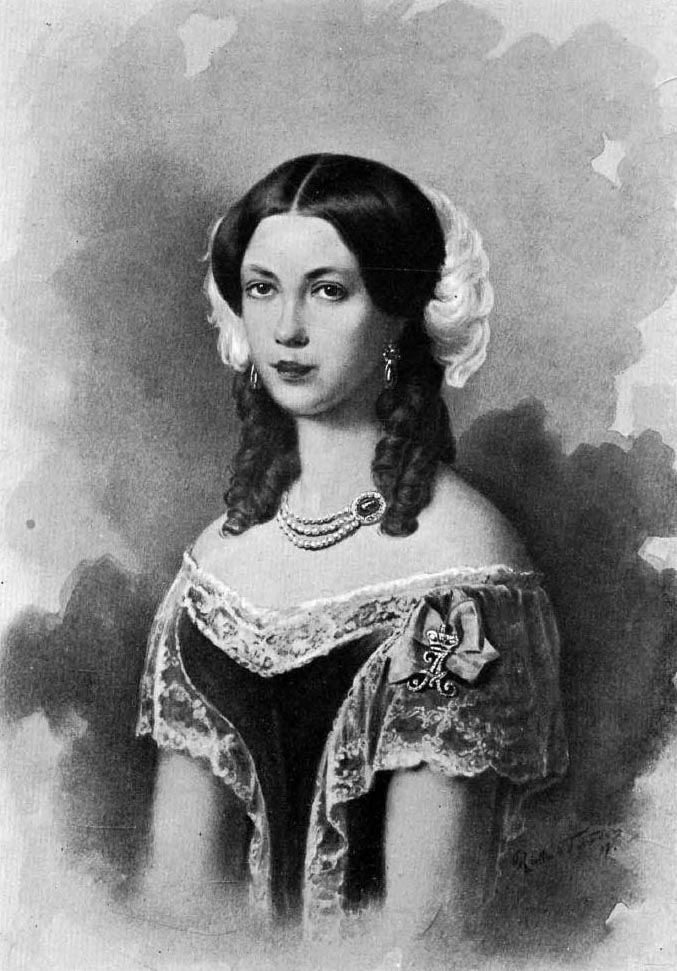
Мария Павловна, дочь

Жена — Мария Павловна Волкова (1808—18.01.1857), сестра губернаторов Николая и Александра Павловичей Волковых. Воспитывалась в Екатерининском институте и была любимицей императрицы Марии Фёдоровны. В своем петербургском доме устраивала музыкальные вечера, где выступали Н. Г. Рубинштейн, А. С. Даргомыжский, скрипач Венявский и г-жа Шиловская.
Скончалась от холеры и была похоронена на кладбище Воскресенского Новодевичьего монастыря.
Их дочери:
- Мария (13.11.1827—26.07.1859), фрейлина, замужем с 1852 года за В. М. Родзянко.
- Аглаида (02.09.1833— ?), видевший её в 1851 году П. Х. Граббе, писал: «дочь Витовтова, только что вышедшая в свет, с прекрасной головкой, с доверчивым и любопытствующим взглядом, с неготовым еще стройным станом, привлекла мое внимание. Цветок на нежном стебле, рано выставленный на вихрь знойного света, перенесет ли губительное его дыхание?»[2]. Вышла замуж за Илью Евграфовича Салтыкова (1834—1895), родного брата писателя М. Е. Салтыкова-Щедрина. Оставила воспоминания об отце[3].

## Память
Военный министр Д. А. Милютин писал, что Витовтов «пользовался особенной милостью государя как потому, что в день 14 декабря 1825 года он командовал гвардейским саперным батальоном, с которым явился одним из первых на защиту дворца и царской фамилии, так и потому, что был начальником штаба гвардейского корпуса, когда нынешний государь был корпусным командиром. Витовтов был человек малообразованный, но добрый, честный и здравого ума. Он уже многие годы сошёл со сцены и жил в Москве, в постоянных страданиях от водяной (болезни)».
Витовтов стал героем полотен двух известных художников-баталистов. А. И. Ладюрнер в 1851 году написал картину «Генерал Витовтов на учении лейб-гвардии Конно-пионерного дивизиона». А. И. Йебенс оставил после себя полотно «Великий князь Николай Николаевич Старший осматривает работы гвардейских саперов в устье Невы» (1856 год), на этой картине Витовтов изображён рядом с великим князем. Оба произведения хранятся в Артиллерийском музее в Санкт-Петербурге.